# Purpura fulminans
 Mise en garde médicale

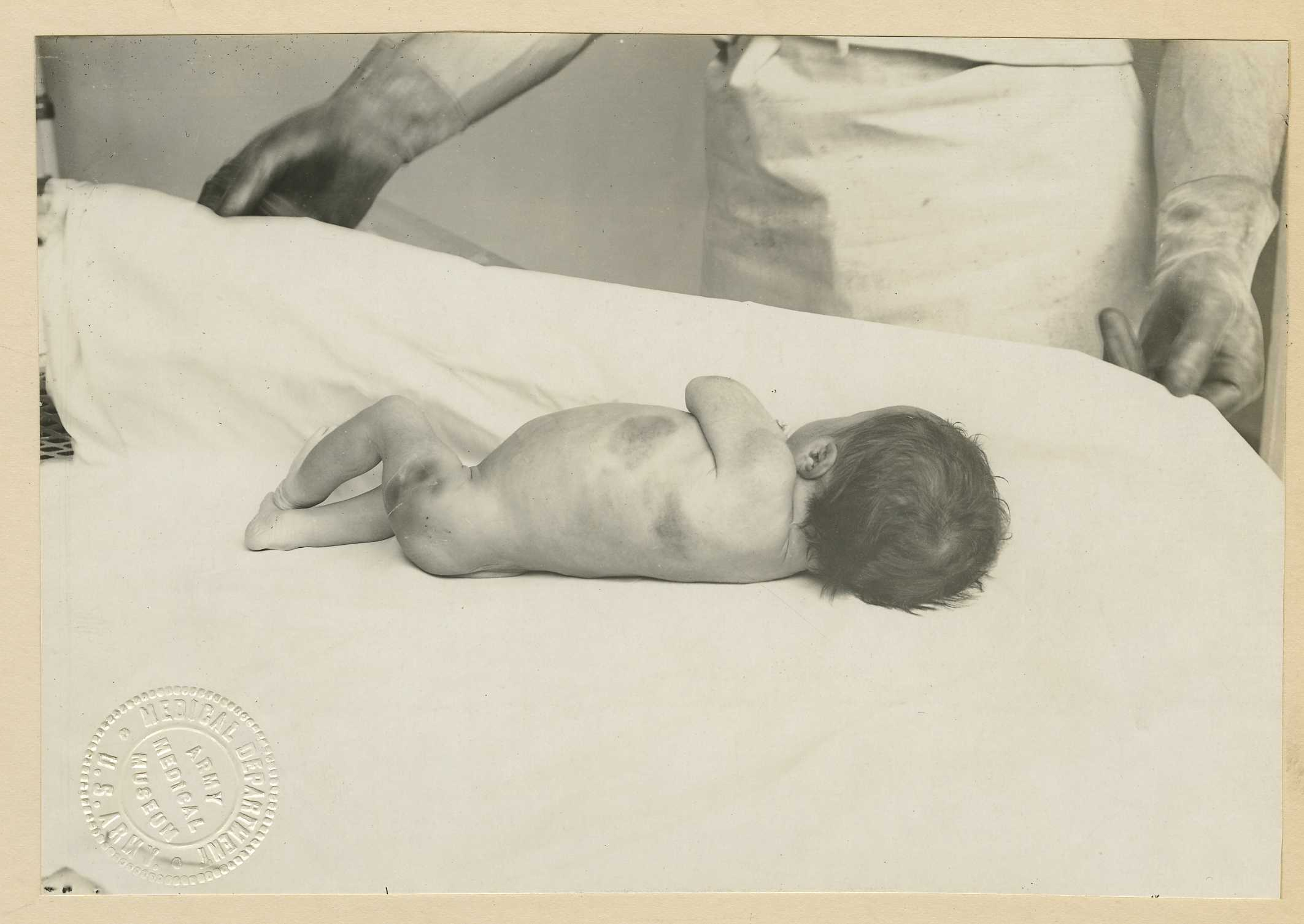

Le purpura fulminans est une forme grave, parfois mortelle, de sepsis sévère, touchant plus fréquemment les enfants et les adolescents. Il est défini comme l'association d'un sepsis sévère, d'une coagulation intravasculaire disséminée et de lésions purpuriques (ne s'effaçant pas à la vitropression) vasculaires, autrement dit d'une hémorragie interne touchant les régions dermiques et hypodermiques. L'agent infectieux en cause est le plus souvent une bactérie à Gram négatif qui agit en libérant son endotoxine : le méningocoque (80 %) et plus rarement, Haemophilus ou d'autres Gram négatifs.
Le pronostic vital est en jeu et la prise en charge est urgente et hospitalière.

## Étiologie
Il existe trois grands groupes étiologiques :
- Infections bactériennes invasives sévères (cause de loin la plus fréquente)
- Déficit congénitaux en protéine C ou S chez le nouveau-né
- Post infection virale banale

## Manifestations cliniques
Comme son nom l'indique, le purpura fulminans (fulgur = la foudre) s'installe de façon brutale chez un enfant jusque-là en bonne santé, chez qui apparaissent un purpura avec fièvre et alteration de l'état général :
- Purpura : taches rouges/pourpres  sur la peau, ne s'effaçant pas sous la pression, d'abord discrètes et de taille millimétrique (pétéchies), pouvant évoluer vers de grands placards ecchymotiques voire vers la nécrose cutanée étendue ,
- une fièvre élevée s'associe aux manifestations cutanées, parfois transitoire, ce qui incite à la rechercher à l'interrogatoire dans l'histoire précoce de la maladie ,
- une altération de l'état général s'ajoute au tableau avec un « aspect toxique » : teint grisâtre chez un sujet irritable, fatigué voire obnubilé.

Une altération de l'état de conscience, des convulsions voire un état de choc peuvent apparaître  à un stade plus avancé de la maladie. En l'absence de prise en charge rapide et efficace, le décès survient dans les premières 24 heures chez 70% des patients. C'est ce qui oblige tout médecin à considérer tout purpura fébrile comme étant un purpura fulminans jusqu'à preuve du contraire, ce qui impose de réagir vite en évaluant la situation en vue d'instaurer une antibiothérapie précoce.

## Traitement
La prise en charge du purpura fulminans infectieux est une urgence diagnostique et thérapeutique. La probabilité de mortalité est multipliée par trois si l'antibiothérapie est débutée tardivement, 12 h après le début des premiers signes cliniques.
L'antibiotique est administré par voie intraveineuse ou intramusculaire le plus tôt possible (en urgence, même en l'absence de prélèvement bactériologique), devant des signes cliniques évocateurs. Il consiste en l'injection de céphalosporine de 3e génération (ex. : ceftriaxone 50 mg/kg chez l’enfant ou 1  à   2 g chez l’adulte).
Le patient doit être transféré en urgence à l'hôpital et des mesures de protection aérienne (masques) doivent être utilisées pendant le transport qui sera médicalisé (SAMU). L'hôpital doit posséder un service de réanimation adapté à la prise en charge du patient.
Les sujets ayant été en contact avec le patient atteint sont recensés et l'on évalue la nécessité d'une prophylaxie. Elle repose sur un traitement antibiotique préventif (rifampicine) en l'absence d'allergie, et éventuellement sur la vaccination selon le sérogroupe du méningocoque. L'enquête épidémiologique et la prise en charge collective étaient effectuées en France par la DDAS jusqu'en 2010, année pendant laquelle les ARS ont pris le relais.
Une complication en est le syndrome de Waterhouse-Friderichsen qui indique une nécrose des glandes surrénales se traduisant par une insuffisance surrénalienne aiguë.